# Забутий мундіаль
«Забутий мундіаль — справжня дивовижна історія чемпіонату світу 1942 року в Патагонії» (італ. Il Mundial dimenticato - la vera incredibile storia dei Mondiali di Patagonia 1942) — аргентинсько-італійський псевдодокументальний фільм 2011 року режисерів Лоренцо Гардзелли та Філіппа Марчеллоні. Знятий за мотивами повісті Освальдо Соріано «Син Буча Кессіді».
Прем'єра фільму відбулася на 68-му Венеційському кінофестивалі в 2011 році, також стрічка йшла на інших італійських і міжнародних фестивалях, в тому числі Шанхайському міжнародному кінофестивалю і Міжнародному кінофестивалі в Сан-Паулу, де він був визнаний найкращим міжнародним документальним фільмом. Випущений в італійський кінопрокат 1 червня 2012 року.

## Сюжет
Фільм у стилі документального кіно розповідає про події 1942 року, коли в розпал війни міністр спорту королівства Патагонії граф Отц пропонує допомогу лідеру ФІФА Жюлю Ріме. Він готовий за свій рахунок організувати і провести Чемпіонат світу з футболу в Патагонії, вважаючи, що турнір допоможе зупинити війну в Європі. 
Вдалося зібрати 12 учасників. Господарі були представлені командами Королівства Патагонії і команди індіанців мапуче. Крім того, це став перший чемпіонат світу, в якому взяла участь збірна Англії. Збірна Німеччини була складена із солдатів, відповідальних за підтримку підводного телефонного кабелю, що з'єднує Європу та Південну Америку, Італію представляли антифашисти, що емігрували в Аргентину з Італії і працювали на будівництві греблі поблизу, до яких були додані два професійних футболісти Берніні і Пурічеллі, які були найняті італійською громадою. Суддею змагань став Вільям Бретт Кессіді, ймовірно, син американського гангстера Буча Кессіді, який судив кожну гру, за винятком матчу Англія-мапуче, яку судив маршал Парлоу, британський військовий офіцер, який, не зважаючи на протести мапуче, замінив Кессіді, що видужував від похмілля. Незважаючи на англійське походження Парлоу, використовуючи відеоповтор, зарахував суперечливий переможний гол мапуче, який вивів їх у фінал. В той же час Кессіді був відомий своїми насильницькими методами і, не вагаючись, використовував вогнепальну зброю проти гравців, які не погоджувалися з його рішеннями. Його суддівство було підозрюваним, зокрема італійці заявили, що вони бачили, як він отримує від німців таємничий пакет, в якому, ймовірно, містились гроші, і це буде підтверджено тим фактом, що в двох іграх було призначено чотири пенальті у ворота суперників Німеччини, в той час як порушення правил німецьких гравців ігнорувались. 
Під час фінальної гри мі мапуче і Німеччиною на останніх хвилинах за рахунку 1:1 почався сильний шторм і глядачі покинули стадіон. Через це протягом багатьох десятиліть не було відомо переможця турніру. Лише після того, як в наш час було знайдено рештки оператора того матчу Гільєрме Сандріні з відеокамерою, в якій збереглася плівка останніх хвилин, стало відомо чим завершилась вирішальна гра. На останніх хвилинах індіанці забили переможний гол і отримали кубок Жуля Ріме. Під час церемонії нагородження почалася бійка між німцями та мапуче, і в метушні арбітр Кессіді викрав кубок і втік верхи на коні. В цей же час гребля не витримала і потік води розтрощив стадіон. Оператор, який висів на мотузці над полем для покращення картинки зйомки, не покинув свою камеру і був змитий.

## Турнір

### Груповий етап
| Група I - Італія - Королівство Патагонія - Польща | Група II - Німеччина - Бразилія - Шотландія | Група III - Англія - СРСР - Уругвай | Група IV - Мапуче - Іспанія - Франція |

| Результати: · Італія- Патагонія 1-0 · Патагонія- Польща 4-1 · Польща- Італія 0-3 | Результати: · Німеччина- Шотландія 4-2 · Шотландія- Бразилія 1-3 · Німеччина- Бразилія 5-3 | Результати: · Англія- Уругвай 3-2 · СРСР- Уругвай 2-0 · Англія- СРСР 1-0 | Результати: · Мапуче- Франція 2-1 · Іспанія- Франція 3-0 · Мапуче- Іспанія 5-0 |

### Плей-оф
| \| \| Півфінали \| Півфінали \| \| \| Фінал \| Фінал \| \| \| \| \| \| \| \| \| \| \| \| \| \| \| \| \| \| \| \| \| \| Німеччина \| 4 \| \| \| \| \| \| \| \| Італія \| 3 \| \| \| \| \| \| \| \| \| \| \| \| \| \| \| \| \| \| \| \| \| \| \| \| \| \| \| \| \| \| Німеччина \| 1 \| \| \| \| \| Мапуче \| 2 \| \| \| \| \| \| \| \| \| \| \| \| \| \| \| \| \| \| \| \| \| \| \| \| \| \| \| \| \| \| \| \| \| \| \| \| \| \| \| \| \| \| \| Англія \| 1 \| \| \| \| \| \| \| \| Мапуче \| 2 \| \| \| \| \| \| | Чемпіон світу 1942 Мапуче |           |   |  |           |       |  |
| | Півфінали                 | Півфінали |   |  | Фінал     | Фінал |  |
| |                           |           |   |  |           |       |  |
| |                           |           |   |  |           |       |  |
| | Німеччина                 | 4         |   |  |           |       |  |
| | Італія                    | 3         |   |  |           |       |  |
| |                           |           |   |  |           |       |  |
| |                           |           |   |  |           |       |  |
| |                           |           |   |  | Німеччина | 1     |  |
| |                           | Мапуче    | 2 |  |           |       |  |
| |                           |           |   |  |           |       |  |
| |                           |           |   |  |           |       |  |
| |                           |           |   |  |           |       |  |
| |                           |           |   |  |           |       |  |
| | Англія                    | 1         |   |  |           |       |  |
| | Мапуче                    | 2         |   |  |           |       |  |